# IT-Haus
Die IT-Haus GmbH ist ein 1998 gegründetes, inhabergeführtes IT-Handelsunternehmen sowie Anbieter technischer IT-Dienstleistungen mit Hauptsitz in Föhren, Rheinland-Pfalz.

## Historie
Das Unternehmen wurde am 11. Februar 1998 als GmbH gegründet. Der Hauptsitz befindet sich auf einem ehemaligen Konversionsgelände der französischen Streitkräfte in Föhren (Rheinland-Pfalz) im Industriepark Region Trier (IRT).
2022 erwirtschaftete IT-Haus einen Umsatz von 154,7 Millionen Euro und beschäftigte 344 Mitarbeiter an 26 nationalen und einem internationalen Standort.

## Unternehmen
IT-Haus GmbH vertreibt Soft- und Hardware-Produkte und bietet technische Services und Dienstleistungen für das B2B-Geschäftsumfeld an. Kernthemen sind unter anderem Informationssicherheit, Cloud Computing, Virtual Desktop Infrastructure, Big Data oder auch Digital Signage im Bereich digitaler Medien.